# Isabelle/Mi domandi con gli occhi
Isabelle/Mi domandi con gli occhi è un singolo della cantante italiana Dori Ghezzi pubblicato nel 1968 dalla casa discografica Durium

## Descrizione
È il secondo 45giri inciso da Dori Ghezzi.

## Tracce
1. Isabelle (Di Alberto Testa e Claudio Mattone)
2. Mi domandi con gli occhi (Di Claudio Mattone)